# قهرمانی وزنه‌برداری جهان ۱۹۸۴
قهرمانی وزنه‌برداری جهان ۱۹۸۴ پنجاه و هشتمین دوره از رقابت‌های قهرمانی جهان می‌باشد که از ۲۹ ژوئیه تا ۸ اوت ۱۹۸۴ در لس آنجلس، ایالات متحدهٔ آمریکا برگزار گردید. در این دوره ۱۸۷ ورزشکار مرد از ۴۸ کشور رقابت کردند.
این مسابقات بخشی از رقابت‌های وزنه‌برداری در بازی‌های المپیک تابستانی ۱۹۷۶ نیز بود اما همچنان به عنوان قهرمانی وزنه‌برداری جهان محسوب شد. تنها مدال‌های مجموع برای المپیک محسوب شد در حالی که مدال‌های یک ضرب و دو ضرب برای رقابت‌های قهرمانی جهان شمرده شد. تحریم مسابقات به رهبری کشور اتحاد جماهیر شوروی بدان معنا بود که قدرت‌های وزنه‌برداری در آن زمان، یعنی اتحاد جماهیر شوروی سوسیالیستی، بلغارستان و آلمان شرقی در آن شرکت نکردند.

## خلاصه مدال‌ها
| رویداد  | طلا                                  | طلا      | نقره                                 | نقره     | برنز                              | برنز     |
| ۵۲ ک‌گ   |                                      |          |                                      |          |                                   |          |
| یک ضرب  | Zhou Peishun · چین                   | ۱۰۷٫۵ ک‌گ | Hidemi Miyashita · ژاپن              | ۱۰۷٫۵ ک‌گ | زنگ گوچیانگ · چین                 | ۱۰۵٫۰ ک‌گ |
| دو ضرب  | زنگ گوچیانگ · چین                    | ۱۳۰٫۰ ک‌گ | کازوشیتو مانابه · ژاپن               | ۱۳۰٫۰ ک‌گ | Zhou Peishun · چین                | ۱۲۷٫۵ ک‌گ |
| مجموع   | زنگ گوچیانگ · چین                    | ۲۳۵٫۰ ک‌گ | Zhou Peishun · چین                   | ۲۳۵٫۰ ک‌گ | کازوشیتو مانابه · ژاپن            | ۲۳۲٫۵ ک‌گ |
| ۵۶ ک‌گ   |                                      |          |                                      |          |                                   |          |
| یک ضرب  | Lai Runming · چین                    | ۱۲۵٫۰ ک‌گ | وو شوده · چین                        | ۱۲۰٫۰ ک‌گ | Masahiro Kotaka · ژاپن            | ۱۱۲٫۵ ک‌گ |
| دو ضرب  | وو شوده · چین                        | ۱۴۷٫۵ ک‌گ | Takashi Ichiba · ژاپن                | ۱۴۰٫۰ ک‌گ | Masahiro Kotaka · ژاپن            | ۱۴۰٫۰ ک‌گ |
| مجموع   | وو شوده · چین                        | ۲۶۷٫۵ ک‌گ | Lai Runming · چین                    | ۲۶۵٫۰ ک‌گ | Masahiro Kotaka · ژاپن            | ۲۵۲٫۵ ک‌گ |
| ۶۰ ک‌گ   |                                      |          |                                      |          |                                   |          |
| یک ضرب  | Tsai Wen-yee · تایوان                | ۱۲۵٫۰ ک‌گ | چن ویچیانگ · چین                     | ۱۲۵٫۰ ک‌گ | Gelu Radu · رومانی                | ۱۲۵٫۰ ک‌گ |
| دو ضرب  | چن ویچیانگ · چین                     | ۱۵۷٫۵ ک‌گ | Gelu Radu · رومانی                   | ۱۵۵٫۰ ک‌گ | Uolevi Kahelin · فنلاند           | ۱۵۵٫۰ ک‌گ |
| مجموع   | چن ویچیانگ · چین                     | ۲۸۲٫۵ ک‌گ | Gelu Radu · رومانی                   | ۲۸۰٫۰ ک‌گ | Tsai Wen-yee · تایوان             | ۲۷۲٫۵ ک‌گ |
| ۶۷٫۵ ک‌گ |                                      |          |                                      |          |                                   |          |
| یک ضرب  | Andrei Socaci · رومانی               | ۱۴۲٫۵ ک‌گ | یائو جینگیوان · چین                  | ۱۴۲٫۵ ک‌گ | Dean Willey · بریتانیای کبیر      | ۱۴۰٫۰ ک‌گ |
| دو ضرب  | یائو جینگیوان · چین                  | ۱۷۷٫۵ ک‌گ | Choji Taira · ژاپن                   | ۱۷۲٫۵ ک‌گ | Jouni Grönman · فنلاند            | ۱۷۲٫۵ ک‌گ |
| مجموع   | یائو جینگیوان · چین                  | ۳۲۰٫۰ ک‌گ | Andrei Socaci · رومانی               | ۳۱۲٫۵ ک‌گ | Jouni Grönman · فنلاند            | ۳۱۲٫۵ ک‌گ |
| ۷۵ ک‌گ   |                                      |          |                                      |          |                                   |          |
| یک ضرب  | کارل-هاینز راشینسکی · آلمان غربی     | ۱۵۰٫۰ ک‌گ | Li Shunzhu · چین                     | ۱۴۷٫۵ ک‌گ | Dragomir Cioroslan · رومانی       | ۱۴۷٫۵ ک‌گ |
| دو ضرب  | کارل-هاینز راشینسکی · آلمان غربی     | ۱۹۰٫۰ ک‌گ | Jacques Demers · کانادا              | ۱۸۷٫۵ ک‌گ | Dave Morgan · بریتانیای کبیر      | ۱۸۵٫۰ ک‌گ |
| مجموع   | کارل-هاینز راشینسکی · آلمان غربی     | ۳۴۰٫۰ ک‌گ | Jacques Demers · کانادا              | ۳۳۵٫۰ ک‌گ | Dragomir Cioroslan · رومانی       | ۳۳۲٫۵ ک‌گ |
| ۸۲٫۵ ک‌گ |                                      |          |                                      |          |                                   |          |
| یک ضرب  | پتره بچرو · رومانی                   | ۱۵۵٫۰ ک‌گ | Giuseppe Lagrotteria · ایتالیا       | ۱۵۰٫۰ ک‌گ | Ryoji Isaoka · ژاپن               | ۱۵۰٫۰ ک‌گ |
| دو ضرب  | پتره بچرو · رومانی                   | ۲۰۰٫۰ ک‌گ | Robert Kabbas · استرالیا             | ۱۹۲٫۵ ک‌گ | Ryoji Isaoka · ژاپن               | ۱۹۰٫۰ ک‌گ |
| مجموع   | پتره بچرو · رومانی                   | ۳۵۵٫۰ ک‌گ | Robert Kabbas · استرالیا             | ۳۴۲٫۵ ک‌گ | Ryoji Isaoka · ژاپن               | ۳۴۰٫۰ ک‌گ |
| ۹۰ ک‌گ   |                                      |          |                                      |          |                                   |          |
| یک ضرب  | نیکو ولاد · رومانی                   | ۱۷۲٫۵ ک‌گ | Petre Dumitru · رومانی               | ۱۶۵٫۰ ک‌گ | David Mercer · بریتانیای کبیر     | ۱۵۷٫۵ ک‌گ |
| دو ضرب  | نیکو ولاد · رومانی                   | ۲۲۰٫۰ ک‌گ | Hwang Woo-won · کرهٔ جنوبی            | ۱۹۷٫۵ ک‌گ | Petre Dumitru · رومانی            | ۱۹۵٫۰ ک‌گ |
| مجموع   | نیکو ولاد · رومانی                   | ۳۹۲٫۵ ک‌گ | Petre Dumitru · رومانی               | ۳۶۰٫۰ ک‌گ | David Mercer · بریتانیای کبیر     | ۳۵۲٫۵ ک‌گ |
| ۱۰۰ ک‌گ  |                                      |          |                                      |          |                                   |          |
| یک ضرب  | Oliver Orok · نیجریه                 | ۱۷۲٫۵ ک‌گ | رولف میلسر · آلمان غربی              | ۱۶۷٫۵ ک‌گ | Vasile Groapă · رومانی            | ۱۶۵٫۰ ک‌گ |
| دو ضرب  | Vasile Groapă · رومانی               | ۲۱۷٫۵ ک‌گ | رولف میلسر · آلمان غربی              | ۲۱۷٫۵ ک‌گ | Pekka Niemi · فنلاند              | ۲۰۷٫۵ ک‌گ |
| مجموع   | رولف میلسر · آلمان غربی              | ۳۸۵٫۰ ک‌گ | Vasile Groapă · رومانی               | ۳۸۲٫۵ ک‌گ | Pekka Niemi · فنلاند              | ۳۶۷٫۵ ک‌گ |
| ۱۱۰ ک‌گ  |                                      |          |                                      |          |                                   |          |
| یک ضرب  | نوربرتو اوبربورگر · ایتالیا          | ۱۷۵٫۰ ک‌گ | Gary Taylor · بریتانیای کبیر         | ۱۷۰٫۰ ک‌گ | Guy Carlton · ایالات متحده آمریکا | ۱۶۷٫۵ ک‌گ |
| دو ضرب  | نوربرتو اوبربورگر · ایتالیا          | ۲۱۵٫۰ ک‌گ | Ștefan Tașnadi · رومانی              | ۲۱۲٫۵ ک‌گ | Guy Carlton · ایالات متحده آمریکا | ۲۱۰٫۰ ک‌گ |
| مجموع   | نوربرتو اوبربورگر · ایتالیا          | ۳۹۰٫۰ ک‌گ | Ștefan Tașnadi · رومانی              | ۳۸۰٫۰ ک‌گ | Guy Carlton · ایالات متحده آمریکا | ۳۷۷٫۵ ک‌گ |
| +۱۱۰ ک‌گ |                                      |          |                                      |          |                                   |          |
| یک ضرب  | Mario Martinez · ایالات متحده آمریکا | ۱۸۵٫۰ ک‌گ | Manfred Nerlinger · آلمان غربی       | ۱۷۷٫۵ ک‌گ | دین لوکین · استرالیا              | ۱۷۲٫۵ ک‌گ |
| دو ضرب  | دین لوکین · استرالیا                 | ۲۴۰٫۰ ک‌گ | Mario Martinez · ایالات متحده آمریکا | ۲۲۵٫۰ ک‌گ | Manfred Nerlinger · آلمان غربی    | ۲۲۰٫۰ ک‌گ |
| مجموع   | دین لوکین · استرالیا                 | ۴۱۲٫۵ ک‌گ | Mario Martinez · ایالات متحده آمریکا | ۴۱۰٫۰ ک‌گ | Manfred Nerlinger · آلمان غربی    | ۳۹۷٫۵ ک‌گ |

## جدول مدال‌ها
رده‌بندی بر اساس مدال‌های بزرگ (نتیجهٔ مجموع)
| رتبه            | کشور                | طلا | نقره | برنز | مجموع |
| --------------- | ------------------- | --- | ---- | ---- | ----- |
| ۱               | چین                 | ۴   | ۲    | ۰    | ۶     |
| ۲               | رومانی              | ۲   | ۵    | ۱    | ۸     |
| ۳               | آلمان غربی          | ۲   | ۰    | ۱    | ۳     |
| ۴               | استرالیا            | ۱   | ۱    | ۰    | ۲     |
| ۵               | ایتالیا             | ۱   | ۰    | ۰    | ۱     |
| ۶               | ایالات متحده آمریکا | ۰   | ۱    | ۱    | ۲     |
| ۷               | کانادا              | ۰   | ۱    | ۰    | ۱     |
| ۸               | ژاپن                | ۰   | ۰    | ۳    | ۳     |
| ۹               | فنلاند              | ۰   | ۰    | ۲    | ۲     |
| ۱۰              | بریتانیای کبیر      | ۰   | ۰    | ۱    | ۱     |
| ۱۰              | تایوان              | ۰   | ۰    | ۱    | ۱     |
| مجموع (۱۱ کشور) | مجموع (۱۱ کشور)     | ۱۰  | ۱۰   | ۱۰   | ۳۰    |

رده‌بندی بر اساس تمام مدال‌ها: بزرگ (نتیجهٔ مجموع) و کوچک (یک ضرب و دو ضرب)
| رتبه            | کشور                | طلا | نقره | برنز | مجموع |
| --------------- | ------------------- | --- | ---- | ---- | ----- |
| ۱               | چین                 | ۱۰  | ۶    | ۲    | ۱۸    |
| ۲               | رومانی              | ۸   | ۸    | ۵    | ۲۱    |
| ۳               | آلمان غربی          | ۴   | ۳    | ۲    | ۹     |
| ۴               | ایتالیا             | ۳   | ۱    | ۰    | ۴     |
| ۵               | استرالیا            | ۲   | ۲    | ۱    | ۵     |
| ۶               | ایالات متحده آمریکا | ۱   | ۲    | ۳    | ۶     |
| ۷               | تایوان              | ۱   | ۰    | ۱    | ۲     |
| ۸               | نیجریه              | ۱   | ۰    | ۰    | ۱     |
| ۹               | ژاپن                | ۰   | ۴    | ۷    | ۱۱    |
| ۱۰              | کانادا              | ۰   | ۲    | ۰    | ۲     |
| ۱۱              | بریتانیای کبیر      | ۰   | ۱    | ۴    | ۵     |
| ۱۲              | کرهٔ جنوبی           | ۰   | ۱    | ۰    | ۱     |
| ۱۳              | فنلاند              | ۰   | ۰    | ۵    | ۵     |
| مجموع (۱۳ کشور) | مجموع (۱۳ کشور)     | ۳۰  | ۳۰   | ۳۰   | ۹۰    |